# Будинок барона Гессельбейна
Кам'яни́ця баро́на Ге́ссельбейна — колишній прибутковий будинок на вулиці Городецького, 15 (у місцевості «Київський Париж»). Один із перших яскравих зразків раннього модерну. Пам'ятка архітектури та містобудування.

## Історія ділянки

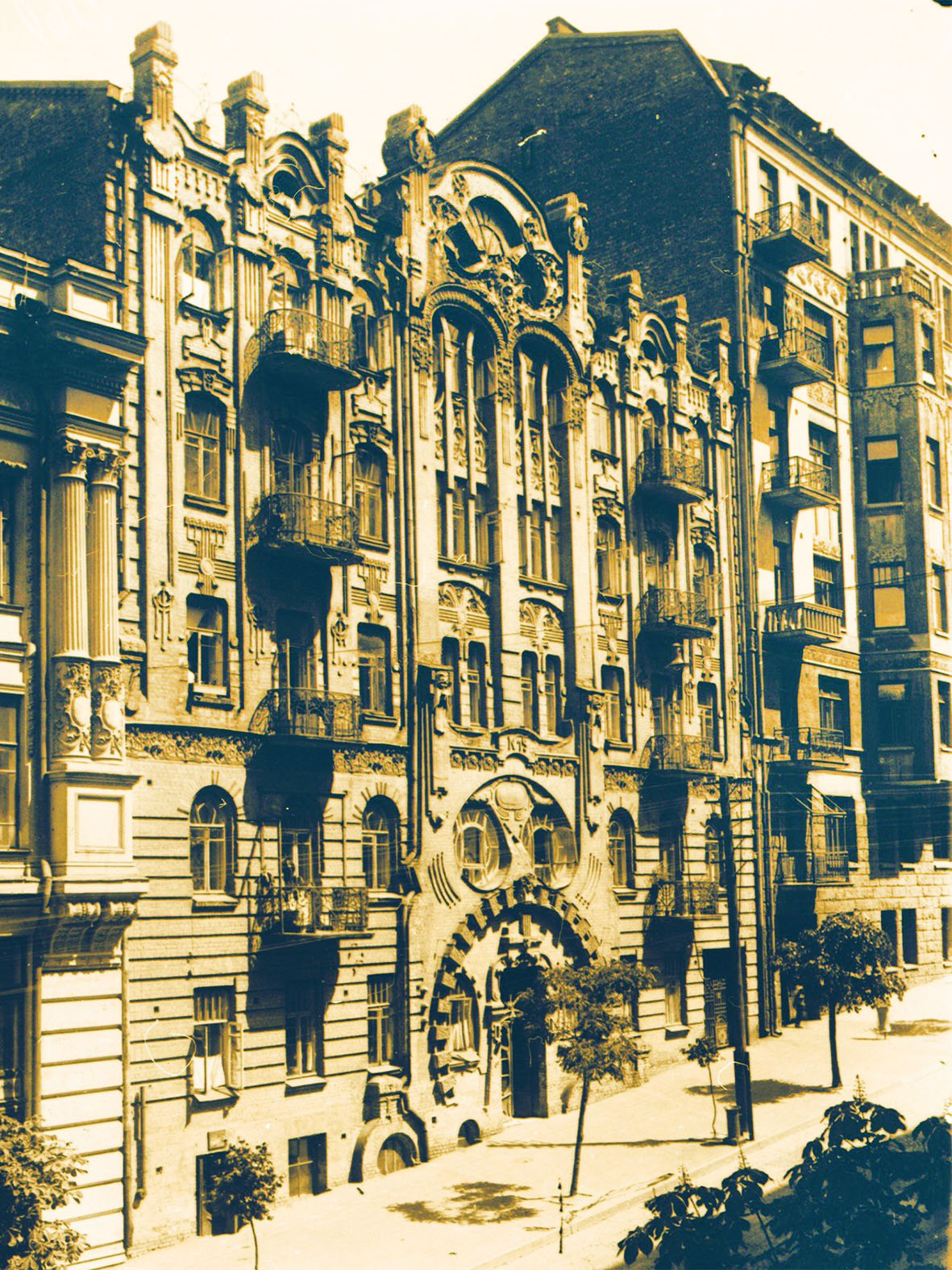
Будинок у 1933 році

Кам'яниця розташована на території колишньої садиби Мерінга. 1895 року спадкоємці професора Фрідріха Мерінга продали її Акціонерному товариству київського житлового будівництва за 1,8 мільйона карбованців.
Садибу швидко забудували п'яти- та шестиповерховими прибутковими будинками у стилях модерну, неоренесансу, необароко та неоготики. Місцевість перетворилася на визначний з архітектурної точки зору житловий район, який кияни неофіційно прозвали «Київським Парижем».
У 1901-1903 роках на новій вулиці на замовлення прусського барона Вільгельма Гессельбейна звели прибутковий будинок у стилі модерну. 
Архітектори достеменно невідомі. Існує припущення, що проект будинку підготували архітектори Едуард-Фердинанд Брадтман і Георгій Шлейфер. Будівельні роботи виконала контора Я. Файбишенка.
Після встановлення в Києві радянської влади будинок націоналізували й облаштували в ньому комунальні квартири для робітників і службовців.
1941 року під час відступу Червоної армії з Києва будівля серйозно постраждала у наслідок «вересневого підриву» радянськими диверсантами. 
Відновлена у 1948 році. Під час реконструкції на фасаді вказали помилкову дату будівництва — 1886 рік, — яка потрапила в наказ Міністерства культури і туризму України.

## Архітектура

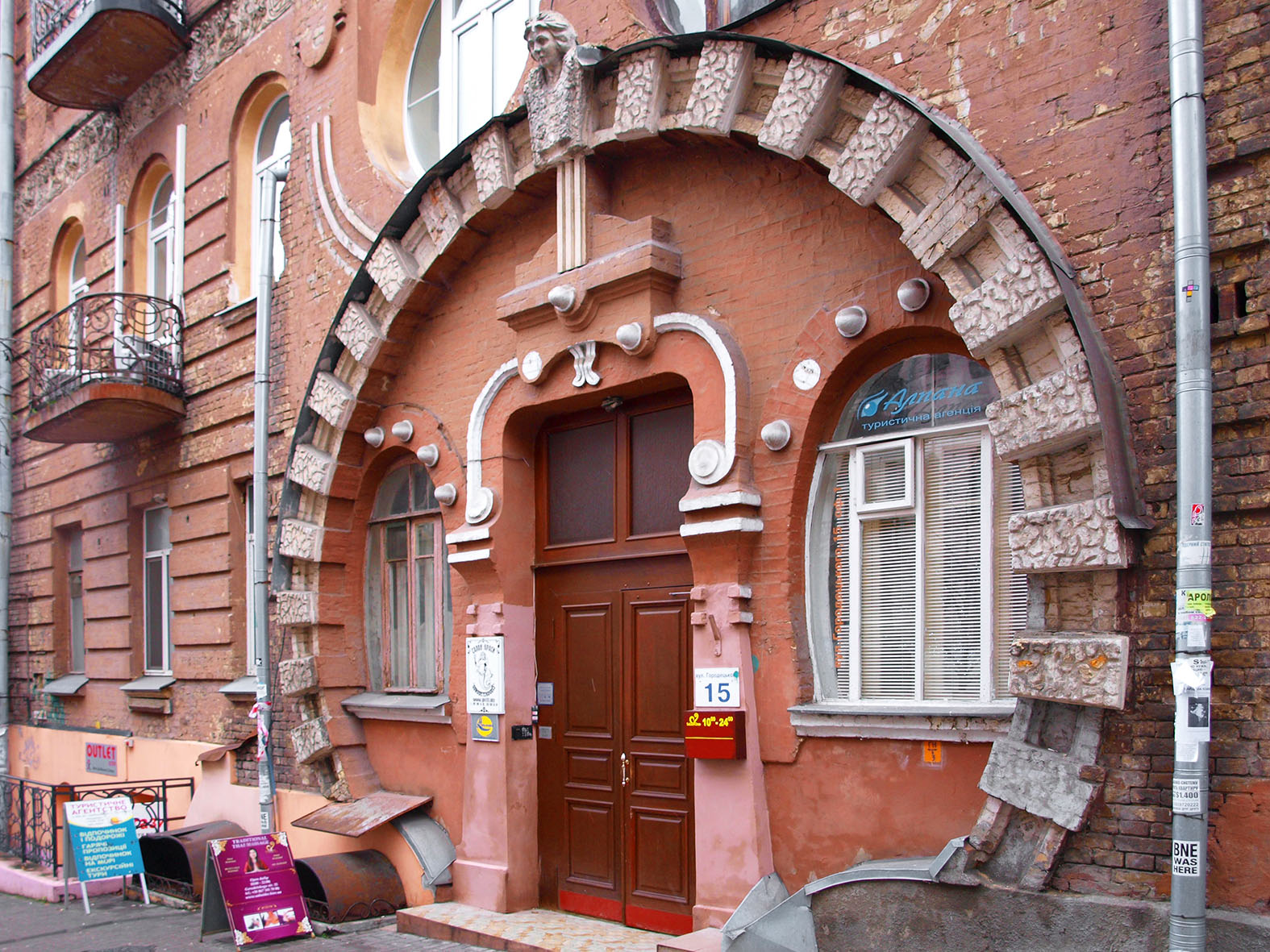
Підковоподібна арка головного входу

П'ятиповерхова, цегляна, тинькована, прямокутна у плані споруда з чотирма секціями зведена на червоній лінії вулиці. Має симетричну композицію з «енергійно розробленим фасадом».  Парадний вхід акцентований підковоподібною декоративною аркою. Центральна частина увінчена параболічним фронтоном. Його окреслення повторюється у фігурному парапеті. Фасад оздоблений барельєфами і ліпним орнаментом.

## Декоративне оформлення парадного фасаду
Парадний фасад оформлений квітковими орнаментами. Ковані ґрати балконів продовжують квіткову тему.
Фронтон будинку прикрашений маскою Хроноса. Замковий камінь арки — стилізована герма, увінчана головою жіночого божества, матері Зевса — титаніди Реї (Кібели). Голови корибантів, демонів рослинних сил землі, прикрашають тяги будинку.
На фасаді поданий архітектурно оздоблений номер будинку.

Декор
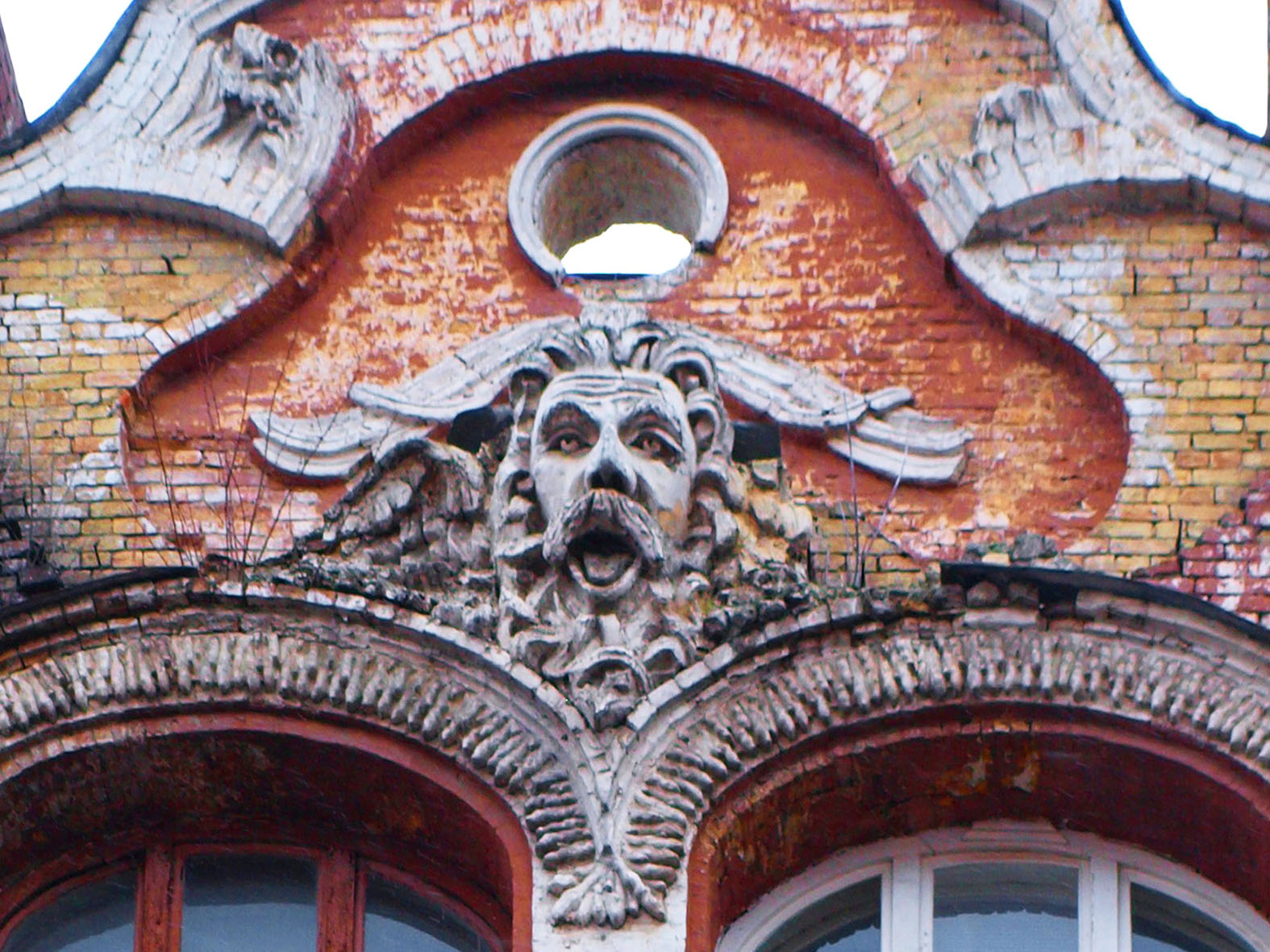
Маска Хроноса
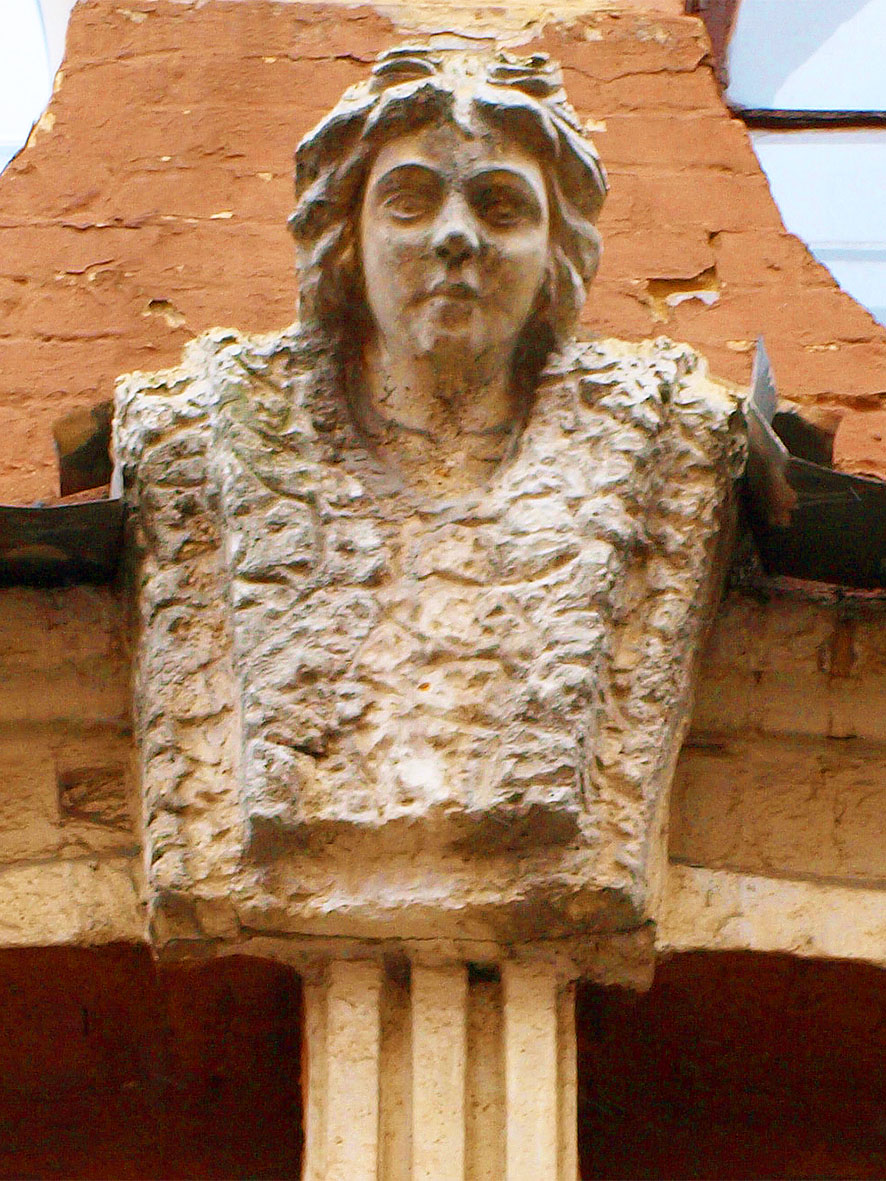
Голова титаніди
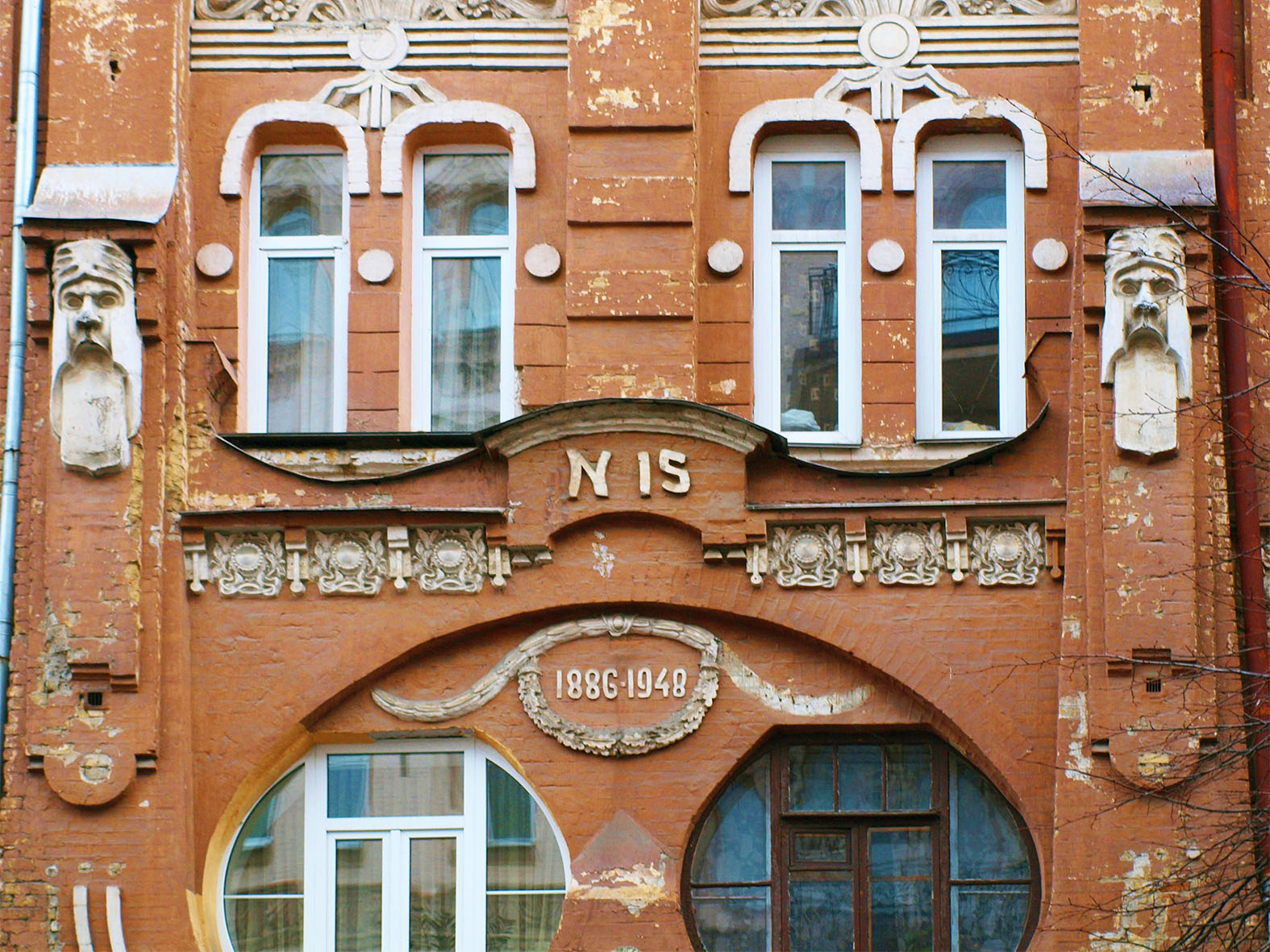
Голови корибантів й оздоблений номер будинку